# 柏戸村右衛門
柏戸 村右衛門（かしわど むらえもん、元文3年（1738年） - 寛政8年（1796年））は、武蔵国（現在の埼玉県）出身の元大相撲力士。

## 来歴
現在の埼玉県加須市北川辺町出身。
初代伊勢ノ海（幕内・伊勢ノ海五太夫）が開いた伊勢ノ海部屋に入門。宝暦9年（1759年）3月場所の五段目（現在の序ノ口に相当）が番付初見。大半は二段（現在の幕下に相当）の地位にあり、途中備前藩主池田家の抱えとなり、三千ノ川強右衛門を名乗ったこともある。初代没後の安永5年（1776年）1月場所に38歳にして新入幕を果たした。
安永9年（1780年）10月場所以降は既に二枚鑑札となっており、天明元年（1781年）には現役のまま勧進元をつとめる等、初代、2代伊勢ノ海（関ノ戸億右エ門）と同様、興業的手腕や事務的能力を発揮。同年10月限り、数え年44歳で引退、年寄「柏戸」を名乗る。翌天明2年（1782年）、2代伊勢ノ海死去の後を受け3代伊勢ノ海を襲名。年寄在籍中、勧進元は2回、差添は16回務めており、特に晩年は本場所興業に不可欠な人物であった。一番の功績は寛政3年6月と同6年の上覧相撲開催で、これにより江戸相撲は勧進相撲の中心地として確立された。
弟子育成でも2代目以上の手腕を発揮し、弟弟子の谷風梶之助が横綱に上り詰めたのを筆頭に名力士が続出。直弟子には錦木塚右エ門、柏戸宗五郎 (大関)などの関取がいる。
寛政8年（1796年）、死去。

## 主な成績
江戸相撲のみ示す。
- 番付在位場所数：39場所
- 通算成績：61勝56敗3休12分5預（二段目10枚目以上、勝敗記録現存分）
- 幕内在位：2場所
- 幕内成績：2勝3敗3休1分1預

### 場所別成績
| 1759年 | 西序ノ口4枚目 –          | x                      |
| 1760年 | x                        | 西幕下9枚目 –          |
| 1761年 | x                        | 西三段目4枚目 –        |
| 1762年 | 西三段目3枚目 –          | x                      |
| 1763年 | x                        | 西三段目3枚目 –        |
| 1764年 | 西三段目筆頭 –           | 西三段目4枚目 –        |
| 1765年 | 西三段目筆頭 –           | 西幕下8枚目 6–1 1分    |
| 1766年 | 東幕下7枚目 4–2 1分      | 西幕下8枚目 1–2        |
| 1767年 | 西三段目2枚目 –          | 西三段目3枚目 –        |
| 1768年 | 西幕下6枚目 3–1          | x                      |
| 1769年 | 西三段目3枚目 –          | 西幕下8枚目 6–1        |
| 1770年 | 西幕下3枚目 3–4          | 東幕下2枚目 0–0        |
| 1771年 | 西幕下3枚目 3–2 1預      | 西幕下2枚目 6–2        |
| 1772年 | x                        | 西幕下2枚目 0–2        |
| 1773年 | 西幕下4枚目 2–2          | 西幕下筆頭 2–4         |
| 1774年 | 西幕下2枚目 3–2          | 西幕下筆頭 3–3 1預     |
| 1775年 | 西幕下筆頭 1–2           | 西幕下筆頭 2–1         |
| 1776年 | 西前頭3枚目 – 興行中止   | 西幕下2枚目 1–1 1分    |
| 1777年 | 西幕下2枚目 2–1 2分1預   | 西幕下2枚目 1–0 1分    |
| 1778年 | 西幕下2枚目 0–5 1分      | 西幕下2枚目 4–3 1分    |
| 1779年 | 西幕下4枚目 3–2          | 西幕下4枚目 0–3 1分1預 |
| 1780年 | 西幕下4枚目 3–1 2分      | 西幕下4枚目 0–5        |
| 1781年 | 西前頭4枚目 2–3–3 1分1預 | 西幕下6枚目 引退 0–1–0 |
| 各欄の数字は、「勝ち-負け-休場」を示す。 優勝 引退 休場 十両 幕下 三賞：敢=敢闘賞、殊=殊勲賞、技=技能賞 その他：★=金星 番付階級：幕内 - 十両 - 幕下 - 三段目 - 序二段 - 序ノ口 幕内序列：横綱 - 大関 - 関脇 - 小結 - 前頭（「#数字」は各位内の序列） |                          |                        |

- この成績表でテンプレートの仕様上「幕下」となっている部分は、番付表の上から二段目であるため、「二段目」と呼ぶ方が正確である。当時は段ごとに力士の地位を待遇差で区別する発想がまだ確立しておらず、二段目以下でも番付表で「前頭」（「同」表記でない）と書かれている部分までは「幕内格」と見るべきだという説がある。
- 三段目以下の地位は小島貞二コレクションの番付実物画像による。

## 改名歴
- 柏戸 村右衛門 （かしわど むらえもん） - 1759年3月場所 - 1776年10月場所
- 三千ノ川 強右衛門 （みちのかわ ごうえもん） - 1777年4月場所 - 1780年3月場所
- 柏戸 村右衛門 （かしわど むらえもん） - 1780年10月場所 - 1781年10月場所